# Linnaemya zimini
Linnaemya zimini là một loài ruồi trong họ Tachinidae.